# Железничка линија Тазавако
Железничка линија Тазавако (田沢湖線 Tazawako-sen) је железничка линија којом управља Источна јапанска железница (JR исток) повезујући станицу Мориока у граду Мориоки и станицу Омагари у Даисену, Јапан.
Брзи воз Акита Комачи возови путују преко прелазнице, постављене 1997. године са шрине пруге од 1067 mm на 1435 mm.

## Станице
Брзи воз Акита Комачи возови стају на станицама обележеним "●".
| Станица      | Јапански   | Растојање (км) од Мориоке | Комачи | Трансфер                                                                                             |    | Локација  | Локација         |
| ------------ | ---------- | ------------------------- | ------ | --- | -- | --------- | ---------------- |
| Мориока      | 盛岡       | 0.0                       | ●      | Брзи воз Акита, Брзи воз Тохоку, Главна линија Тохоку, Линија Јамада Железничка линија Ивате Галакси | v  | Мориока   | Префектура Ивате |
| Окама        | 大釜       | 6.0                       | ｜     | | ◇  | Такизава  | Префектура Ивате |
| Коивај       | 小岩井     | 10.5                      | ｜     | | ◇  | Такизава  | Префектура Ивате |
| Шизукуиши    | 雫石       | 16.0                      | ●      | | ◇  | Шизукуиши | Префектура Ивате |
| Харукиба     | 春木場     | 18.7                      | ｜     | | ｜ | Шизукуиши | Префектура Ивате |
| Акабучи      | 赤渕       | 22.0                      | ｜     | | ◇  | Шизукуиши | Префектура Ивате |
| Тазавако     | 田沢湖     | 40.1                      | ●      | | ◇  | Сенбоку   | Префектура Акита |
| Сашимаки     | 刺巻       | 44.4                      | ｜     | | ◇  | Сенбоку   | Префектура Акита |
| Јиндај       | 神代       | 52.8                      | ｜     | | ◇  | Сенбоку   | Префектура Акита |
| Шоден        | 生田       | 55.3                      | ｜     | | ｜ | Сенбоку   | Префектура Акита |
| Какунодате   | 角館       | 58.8                      | ●      | Акита Наирику Јукан железница линија Акита Наирику                                                   | ◇  | Сенбоку   | Префектура Акита |
| Угуисуно     | 鶯野       | 61.6                      | ｜     | | ｜ | Даисен    | Префектура Акита |
| Уго-Нагано   | 羽後長野   | 64.6                      | ｜     | | ◇  | Даисен    | Префектура Акита |
| Јариминај    | 鑓見内     | 67.9                      | ｜     | | ｜ | Даисен    | Префектура Акита |
| Уго-Јоцуја   | 羽後四ツ屋 | 70.2                      | ｜     | | ◇  | Даисен    | Префектура Акита |
| Кита-Омагари | 北大曲     | 72.0                      | ｜     | | ｜ | Даисен    | Префектура Акита |
| Омагари      | 大曲       | 75.6                      | ●      | Главна линија Оу, Брзи воз Акита (за Акита)                                                          | ^  | Даисен    | Префектура Акита |

Мимоилазница
- Очизава мимоилазница (大地沢信号場 Ōchizawa-shingōjō) је мимоилазница у Шизукуиши. (39° 40′ 29″ С; 140° 50′ 31″ И / 39.674763° С; 140.842074° И)
- Шидонај мимоилазница (志度内信号場 Shidonai-shingōjō) је мимоилазница у Сенбоку.(39° 41′ 25″ С; 140° 46′ 48″ И / 39.690316° С; 140.780134° И)

## Историја
Деоница од Мориоке до Шизукуишија отворена је 25. јуна 1921. године, као Hashiba Light Railway (橋場軽便), и продужена је до Хашибе 2. септембра 1922. године.
Деоница од Шизукуиши до Акубучи отворена је 1964. године, а по завршетку Сенган тунела дугог 3.915 м, и отварањем деонице од Акубучи до Тазавако отворене 20. октобра 1966. године, линија је комплетно изграђена.
Теретни саобраћај је прекинут 1982. године, а цела линија је електрифицирана октобра 2015. године.
Године 1997, конвертована је ширина колосека на 1435 mm, и постала је део брзе пруге Акита, стандардна ширина за електрични воз (EMU) за пружања локалних услуга на линији.